# 全国高校生短歌大会
全国高校生短歌大会（ぜんこくこうこうせいたんかたいかい）は、岩手県盛岡市が主催し、2006年から開催している高校生（高等専門学校は3年生まで、中等教育学校は後期課程在籍、特別支援学校は高等部在籍のみ参加可能）を対象とした短歌の全国大会。通称は短歌甲子園。開催地は岩手県盛岡市。開催時期は毎年8月下旬。特別審査員は小島ゆかり。

## 概要
全国の高校から21チーム（1チーム3名）が予選を経て出場できる(前年度優勝校と準優勝校は予選免除)。まず3校ずつ7グループに分かれて1次リーグを実施し、各グループ1位校と敗者復活1校の計8校が決勝トーナメントに進む。なお、3位決定戦は行われない。
対戦は、事前に創作した双方の3名の選手がステージ上で題詠にもとづく短歌を交互に披露し合い、5人の審査員が投票して勝敗が決まる。
盛岡市ゆかりの歌人・石川啄木に因んで、短歌は三行の分かち書きで表記されるのが特徴。
団体戦の他に個人戦がある。また、個人作品の表彰もあり、団体戦と個人戦を通じて大会で最も優れた短歌に「特別審査員小島ゆかり賞」、最も先鋭的だった短歌に「石川啄木賞」が贈られる（第2回大会～）。
第15回大会（2020年度）は新型コロナウイルス感染拡大の影響により、本大会出場チーム数を10に限定し、なおかつ書面審査という変則的な方式で開催された。
第16回大会（2021年度）は本大会出場チーム数が8と前年よりさらに減ったものの、Zoomを用いてトーナメント方式で行われた。また、大会史上初めて３位決定戦が行われた。
第17回大会（2022年度）は３年ぶりに対面での開催となり、本大会出場チーム数も21に戻った。なお、３位決定戦は行われなかった。

## 歴代成績
| 回数              | 優勝               | 準優勝                     | 第３位                       | 審査員特別賞       | 話題賞                 |
| ----------------- | ------------------ | -------------------------- | ---------------------------- | ------------------ | ---------------------- |
| 第1回 （2006年）  | 岩手県立盛岡第三   | 宮城県第一女子             | 福島県立葵                   | (設定なし)         | (設定なし)             |
| 第1回 （2006年）  | 岩手県立盛岡第三   | 宮城県第一女子             | 岩手県立盛岡第二             | (設定なし)         | (設定なし)             |
| 第2回 （2007年）  | 宮城県第一女子     | 茨城県立下館第一           | 岩手県立花巻南               | (設定なし)         | (設定なし)             |
| 第2回 （2007年）  | 宮城県第一女子     | 茨城県立下館第一           | 宮城県第一女子               | (設定なし)         | (設定なし)             |
| 第3回 （2008年）  | 富山県立魚津       | 愛媛県立伊予               | (埼玉)星野                   | 茨城県立下館第一   | 宮城県小牛田農林       |
| 第3回 （2008年）  | 富山県立魚津       | 愛媛県立伊予               | 岩手県立盛岡第一             | 茨城県立下館第一   | 宮城県小牛田農林       |
| 第4回 （2009年）  | 福井県立武生       | (静岡)加藤学園暁秀         | 岩手県立盛岡第二             | 青森県立八戸西     | 茨城県立下館第一       |
| 第4回 （2009年）  | 福井県立武生       | (静岡)加藤学園暁秀         | 山形県立酒田東               | 青森県立八戸西     | 茨城県立下館第一       |
| 第5回 （2010年）  | 茨城県立下館第一   | 秋田県立秋田               | 福井県立武生                 | 秋田県立能代       | (静岡)加藤学園暁秀     |
| 第5回 （2010年）  | 茨城県立下館第一   | 秋田県立秋田               | (埼玉)大宮開成               | 秋田県立能代       | (静岡)加藤学園暁秀     |
| 第6回 （2011年）  | 岩手県立盛岡第三   | (宮城)仙台白百合学園       | 茨城県立下館第一             | 郡山女子大学付属   | 山梨県立甲府南         |
| 第6回 （2011年）  | 岩手県立盛岡第三   | (宮城)仙台白百合学園       | 秋田県立秋田                 | 郡山女子大学付属   | 山梨県立甲府南         |
| 第7回 （2012年）  | 宮城県小牛田農林   | 宮城県宮城第一             | 茨城県立竹園                 | (埼玉)大宮開成     | 茨城県立結城第二       |
| 第7回 （2012年）  | 宮城県小牛田農林   | 宮城県宮城第一             | 岩手県立水沢商業             | (埼玉)大宮開成     | 茨城県立結城第二       |
| 第8回 （2013年）  | 北海道旭川商業     | 秋田県立秋田               | 宮城県気仙沼                 | 山梨県立甲府南     | 岩手県立盛岡第一       |
| 第8回 （2013年）  | 北海道旭川商業     | 秋田県立秋田               | 宮城県小牛田農林             | 山梨県立甲府南     | 岩手県立盛岡第一       |
| 第9回 （2014年）  | 神奈川県立横浜翠嵐 | (福島)会津若松ザベリオ学園 | (北海道)市立函館             | 北海道旭川商業     | 茨城県立下妻第一       |
| 第9回 （2014年）  | 神奈川県立横浜翠嵐 | (福島)会津若松ザベリオ学園 | (福島)東日本国際大学附属昌平 | 北海道旭川商業     | 茨城県立下妻第一       |
| 第10回 （2015年） | 岩手県立盛岡第四   | (茨城)水戸葵陵             | 岐阜県立飛騨神岡             | 神奈川県立横浜翠嵐 | 宮城県宮城第一         |
| 第10回 （2015年） | 岩手県立盛岡第四   | (茨城)水戸葵陵             | (福島)会津若松ザベリオ学園   | 神奈川県立横浜翠嵐 | 宮城県宮城第一         |
| 第11回 （2016年） | (福岡)福岡女学院   | (宮城)市立仙台             | 秋田県立能代                 | 岩手県立盛岡第一   | 茨城県立結城第二       |
| 第11回 （2016年） | (福岡)福岡女学院   | (宮城)市立仙台             | (神奈川)湘南白百合学園       | 岩手県立盛岡第一   | 茨城県立結城第二       |
| 第12回 （2017年） | 茨城県立下館第一   | 岩手県立久慈東             | 青森県立八戸                 | 岩手県立盛岡第四   | (青森)弘前学院聖愛     |
| 第12回 （2017年） | 茨城県立下館第一   | 岩手県立久慈東             | (宮城)市立仙台               | 岩手県立盛岡第四   | (青森)弘前学院聖愛     |
| 第13回 （2018年） | 茨城県立下館第一   | 岩手県立盛岡第三           | (北海道)市立函館             | 茨城県立下妻第一   | (群馬)高崎商科大学附属 |
| 第13回 （2018年） | 茨城県立下館第一   | 岩手県立盛岡第三           | (福岡)久留米大学附設         | 茨城県立下妻第一   | (群馬)高崎商科大学附属 |
| 第14回 （2019年） | 青森県立八戸       | (沖縄)昭和薬科大学附属     | (徳島)徳島市立               | 岩手県立盛岡第三   | 茨城県立下館第一       |
| 第14回 （2019年） | 青森県立八戸       | (沖縄)昭和薬科大学附属     | (東京)渋谷教育学園渋谷       | 岩手県立盛岡第三   | 茨城県立下館第一       |
| 第15回 （2020年） | 青森県立八戸       | 青森県立八戸西             | (埼玉)星野                   | (設定なし)         | (設定なし)             |
| 第16回 （2021年） | 青森県立八戸西     | 青森県立八戸               | 岩手県立盛岡第三             | (設定なし)         | (設定なし)             |
| 第17回 （2022年） | (三重)高田         | 岩手県立盛岡第一           | (宮城)市立仙台               | (青森)弘前学院聖愛 | (埼玉)星野             |
| 第17回 （2022年） | (三重)高田         | 岩手県立盛岡第一           | 岩手県立盛岡第三             | (青森)弘前学院聖愛 | (埼玉)星野             |
| 第18回 (2023年)   | (青森)青森明の星   | 青森県立八戸西             | 岩手県立盛岡第三             | 神奈川県立光陵     | 岐阜県立飛騨神岡       |
| 第18回 (2023年)   | (青森)青森明の星   | 青森県立八戸西             | (埼玉)星野                   | 神奈川県立光陵     | 岐阜県立飛騨神岡       |
| 第19回 (2024年)   | 青森県立八戸西     | 岐阜県立飛騨神岡           | 岩手県立盛岡第一             | (宮城)市立仙台     | 福岡県立八女           |
| 第19回 (2024年)   | 青森県立八戸西     | 岐阜県立飛騨神岡           | 秋田県立秋田北               | (宮城)市立仙台     | 福岡県立八女           |

| 回数              | 最優秀作品                                                                   | 最優秀作品                    | 最優秀作品 | 優秀作品                                                         | 優秀作品                      | 優秀作品 |
| 回数              | 作品                                                                         | 作者                          | 題         | 作品                                                             | 作者                          | 題       |
| ----------------- | ---------------------------------------------------------------------------- | ----------------------------- | ---------- | ---------------------------------------------------------------- | ----------------------------- | -------- |
| 第1回 （2006年）  | 故郷(ふるさと)といつの日か呼ぶこの土地が 今の僕には 少し狭くて               | 嘉村あゆみ (岩手県立盛岡第二) | 故郷       | 青き柿 日を増すごとに赤く濃く 彼等にならえ我が長き夢             | 小平あすみ (岩手県立盛岡第四) | 夢       |
| 第1回 （2006年）  | 故郷(ふるさと)といつの日か呼ぶこの土地が 今の僕には 少し狭くて               | 嘉村あゆみ (岩手県立盛岡第二) | 故郷       | 「モリーオ」の言葉に 甘く秘められた おさな心とわが理想郷         | 小濱遥香 (宮城県第一女子)     | 盛岡     |
| 第2回 （2007年）  | 喉元で 母の涙の味がする 姉が発つ日のきんぴらごぼう                           | 戸舘大朗 (岩手県立盛岡第一)   | 泣く       | あなたとの 出会はとても かんたんで こんにちはって それだけだった | 平田朋美 (岩手県立盛岡第四)   | 出会う   |
| 第2回 （2007年）  | 喉元で 母の涙の味がする 姉が発つ日のきんぴらごぼう                           | 戸舘大朗 (岩手県立盛岡第一)   | 泣く       | 太陽があまりに健康的なので 仕方ないね と 踏み出しました          | 岩井紗智 (岩手県立盛岡第三)   | 歩く     |
| 第3回 （2008年）  | 城跡や空の役目は 少年に何問われても 答えないこと                             | 清野絵理 (秋田県立秋田)       | 城跡       | あこがれの型をぬいたら 君になる 笑顔明るく低めの声の             | 上形智香 (茨城県立下館第一)   | あこがれ |
| 第4回 （2009年）  | 氷(すが)のよだ 徒然(とぜん)が特(とぐ)に堪(こだ)えるな 北国なまりで笑ってる月 | 遠藤万智子 (宮城県気仙沼)     | 北         | 快速で駆けぬけた日々 振り返る どの駅だろう 忘れた夢は            | 澤口航輝 (岩手県立盛岡第三)   | 駅       |
| 第5回 （2010年）  | 春風が 楽しみなさいと言うのです 悲しみさえもそのままにして                   | 増渕絵理 (茨城県立下館第一)   | 風         | 追いつめて問えば 手負いのけだもののような目をして 静かなあなた   | 島田瞳 (茨城県立下館第一)     | 追う     |
| 第6回 （2011年）  | 君の胸 私の内で鳴りしかと振り向けば 若きぶなの幹あり                         | 内藤瑳紀 (山梨県立甲府南)     | 幹         | 手のひらに刺さった トゲを抜くように 受信ボックス全削除して       | 今野莉奈 (宮城県気仙沼)       | 手のひら |
| 第7回 （2012年）  | われらみな 扉に鍵をかけている 優しく2回、たたいてください                    | 菅家美樹 (福島県立葵)         | 扉         | 直角の定規に ぴたりと当てはまる そんなキレイな私じゃないの       | 薄田真歩 (福岡県立筑紫丘)     | 直角     |
| 第8回 （2013年）  | 夕焼に飛行機雲のごと伸びる フルートを聞く 階段半ば                           | 松岡美紗 (秋田県立秋田)       | 聞く       | 無機質な 目覚ましの音で 起きる朝故郷の母の 怒声なつかし          | 遠藤純矢 (岩手県立盛岡第一)   | 怒       |
| 第9回 （2014年）  | 気づいたら 変に帽子をかぶってる あなたがくれた最後の癖だ                     | 細木楓 (北海道旭川商業)       | 癖         | 夕焼けに涙を流す君の 影 僕より少し濃いようだった                 | 西村優紀 (神奈川県立横浜翠嵐) | 涙       |
| 第10回 （2015年） | 我の名を忘れてしまった祖母は今 微笑んでいる 桜満開                           | 小川青夏 (青森県立八戸)       | 笑         | まだ君は眠ってるだろう 静けさの 自転車置き場は海に似ている       | 土谷映里 (岩手県立盛岡第四)   | 似       |
| 第11回 （2016年） | 空襲を避けて残った機工場 パン屋となって 今に残れり                           | 須磨優樹 (群馬県立太田)       | 襲         | 靴ひもの結び目ばかり気にしてる 進めぬ理由は 他にあるのに         | 滑川美樹 ((茨城)水戸葵陵)     | 結       |
| 第12回 （2017年） | 長雨に 濡れた葵の花のような ふるえる君の声に触れたい                         | 中村朗子 ((福岡)福岡女学院)   | 声         | 立体の模型を箱に詰めたような ケンカした後の 心の隙間             | 木村茉希 (青森県立三沢)       | 立       |
| 第13回 （2018年） | この街のすべてが 灰になったこと 忘れたような朝顔の花                         | 鈴木そよか (宮城県宮城第一)   | 花         | 頼りないこの心音を抱きしめて 銀河の中に ひとりで眠る             | 堀内和佐 (秋田県立能代)       | 音       |
| 第14回 （2019年） | 日の香りかすかに残る文机を だきしめるように 眠りたい春                       | 玉腰嘉絃 (岐阜県立飛騨神岡)   | 机         | あふれくる言葉が声にならなくて いちじくの実を 押し潰す夜         | 佐藤あやか (宮城県古川黎明)   | 実       |
| 第15回 （2020年） | 生きるとは自分を許してあげること 鏡をそっと 拭くようにして                   | 谷地村昴 (青森県立八戸)       | 生         | 生きたかった幼い姉妹 最後まで疑わなかったのだろう 母を           | 上野麗 (青森県立八戸西)       | 生       |
| 第16回 (2021年)   | 朝方の空気はどこかしょっぱくて 少し黙ったあとの 霧虹                         | 佐藤万葉 (岩手県立盛岡第三)   | 虹         | ふるさとは思うのではなく帰るもの 玄界灘に 濃い虹が立つ           | 嶋森藍那 (青森県立八戸西)     | 虹       |
| 第17回 (2022年)   | 古本に折り目の付いた一ページ この一文に 二人は惚れた                         | 伊藤蓮人 (岩手県立盛岡第一)   | 古         | 隣席の 君の寝息に気付いたら ミュートしていく授業、雨の音         | 山田千鶴 (神奈川県立光陵)     | 隣       |
| 第18回 (2023年)   | 「私」というながい一曲 甘さしかないジャムパンも 音符のひとつ                 | 田島颯大 (岩手県立盛岡第三)   | 曲         | 怒ってはいないと気付く 君の打つ文章にない 句読と読点             | 倉光咲妃 (福岡県立城南)       | 文       |
| 第19回 (2024年)   | 人間に光は描けない 陰影を 教えるように差しこむ光                             | 昆野永遠 (宮城県気仙沼)       | 陰         | 濃厚な思い出だけを 咀嚼する 流動食に支えられた祖父               | 棟方悠月 ((青森)青森明の星)   | 濃       |

| 回数              | 特別審査員小島ゆかり賞                                           | 特別審査員小島ゆかり賞            | 特別審査員小島ゆかり賞 | 石川啄木賞                                                 | 石川啄木賞                         | 石川啄木賞 |
| 回数              | 作品                                                             | 作者                              | 題                     | 作品                                                       | 作者                               | 題         |
| ----------------- | ---------------------------------------------------------------- | --------------------------------- | ---------------------- | ---------------------------------------------------------- | ---------------------------------- | ---------- |
| 第2回 （2007年）  | みずたまり しずんだ白をのぞき込む 浸した指先、空が近いわ         | 関根里奈子 ((茨城)水戸葵陵)       | 雲                     | できるなら聞きたくなかった 大切な君の口から 「友達だよね」 | 遠藤弓美 (岩手県立盛岡第二)        | 友情       |
| 第3回 （2008年）  | 城跡や空の役目は 少年に何問われても 答えないこと                 | 清野絵理 (秋田県立秋田)           | 城跡                   | 今は亡き 母の愛した朝顔に 「行ってきます」と走りゆく朝     | 中村瑞穂 (滋賀県立河瀬)            | いのち     |
| 第4回 （2009年）  | 白鳥が 飛び立つようにバー越えて 重力に逆らう君の汗               | 島田瞳 (茨城県立下館第一)         | 汗                     | 狛犬を見つめ 浮かんだ友の顔 遠くの君が近くに感じ           | 手嶋澪 (福岡県立須恵)              | 友         |
| 第5回 （2010年）  | 夕焼けにふたりぼっちの帰り道 影ふみあえば 四人のあそび           | 佐々木さんご (秋田県立秋田)       | 影                     | 味気ない チューインガムを吐き捨てた影が 誰かの悪口を言う   | 山内夏帆 (宮城県気仙沼)            | 影         |
| 第6回 （2011年）  | 国境の無き白地図を 見つめてる 祖父の瞳の中に秋風                 | 中野宏美 (茨城県立下館第一)       | 秋                     | 東北の空に 天使はうずくまる 「翼があっても奇跡は起きない」 | 山内夏帆 (宮城県気仙沼)            | 翼         |
| 第7回 （2012年）  | 君の瞳(め)は 青葉のように冷たくて メトロノームのテンポをおとした | 大塚麻耶 (茨城県立結城第二)       | 青葉                   | 夏雨に流れて今も 知らぬ間に 未来の辞書に載るレトロニム     | 杉本昌義 (山梨県立甲府南)          | 未来       |
| 第8回 （2013年）  | ササニシキ重いと言わず肩に乗せ お客さんへと 誇りを届ける         | 安田佳樹 (宮城県小牛田農林)       | 重い                   | 狂おしき宇宙の鼓動聞く きみの陽にやけた手を 握ってみれば   | 野澤彩葉 (山梨県立甲府南)          | 握る       |
| 第9回 （2014年）  | 床の上積まれた本の間から 流れ始める 夕暮れの風                   | 畑勇人 (神奈川県立横浜翠嵐)       | 積                     | 祖父だつた祖父だつた このただの灰 祖父だつたのだ驚くことに | 坂入菜月 (茨城県立下妻第一)        | 驚         |
| 第10回 （2015年） | 「初めて私、貴女に嘘をつきました。」 白い光が滑って いった       | 矢澤愛実 ((茨城)水戸葵陵)         | 嘘                     | ベトナムの森に鉛を撃ちし祖父 水鉄砲で 我と戯むる           | ガルブレス サムエル (青森県立八戸) | 森         |
| 第11回 （2016年） | 病床の君に私は 一夏の冒険譚を 捧げたかった                       | 中込佳奈子 (山梨県立甲府南)       | 冒険                   | 風の中 銀糸織りなすオニグモを コーヒー片手に応援する夜     | 佐々木善太朗 (岩手県立盛岡第四)    | 応援       |
| 第12回 （2017年） | まだ誰も見たことがない 七色の橋のたもとを 探す挑戦               | 中公ルミナ (岩手県立久慈東)       | 挑                     | 遠くまで旅にでようか 前を行く 君のパスモがゾロ目を示す     | 松長諒 (神奈川県立横浜翠嵐)        | 遠         |
| 第13回 （2018年） | モノクロの世界を 反転させたひと 空の青とはこんなに青い           | 有吉玲 ((福岡)久留米大学附設)     | 転                     | 転輪と火砲の砕く 中東の煉瓦を知らぬ 十三の我               | 鈴木陽 (岩手県立盛岡第三)          | 転         |
| 第14回 （2019年） | 碧海に コンクリートを流し込み 儒艮(じゅごん)の墓を建てる辺野古に | 國吉伶菜 ((沖縄)昭和薬科大学附属) | 流                     | 逆さまの空を蹴り上げ泥だらけ 十七歳の 私はここだ           | 本田瑞稀 ((福岡)福岡雙葉)          | 空         |
| 第15回 (2020年)   | じゃがいもの芽を取るように 赤ペンで添削される 志望理由書         | 谷地村昴 (青森県立八戸)           | 芽                     | (設定なし)                                                 | (設定なし)                         | (設定なし) |
| 第16回 (2021年)   | 街角で 開く個展の片隅に 布を両手に笑うベロニカ                   | 石井鈴乃 (岩手県立盛岡第三)       | 街                     | (設定なし)                                                 | (設定なし)                         | (設定なし) |
| 第17回 (2022年)   | 命とはどういうものかを考える 波紋残して沈む アメンボ             | 菅本勇馬 ((宮城)市立仙台)         | 残                     | 心だけ十八歳に追いつかず 「自分」に蔓延る オトナ禍にいる   | 小野愛加 (神奈川県立光陵)          | 禍         |
| 第18回 (2023年)   | もうすでに生態系の頂点に スマホがいると知っている けど           | 池野弘葉 (神奈川県立光陵)         | スマホ                 | 産廃が埋め立てられゆく 明け六つに 鳥の夢から目覚める子らよ | 奥銀次郎 (青森県立八戸西)          | 明         |
| 第19回 (2024年)   | 神経の通らぬところが痛むのだ 母の祖父への 祈りをみると           | 村上響 (秋田県立秋田北)           | 痛                     | ショベルカー屈伸のたび掬い取る 夏のひかりと 能登の復興     | 高畑道麿 (青森県立八戸西)          | 伸         |

## 出場経験者
- 早川晃央（富山県立魚津高等学校） - 歌人、第2・3回出場
- 古畑恵介（加藤学園暁秀高等学校） - 声優・俳優、第4・5回出場
- くどうれいん（盛岡第三高等学校） - 歌人・エッセイスト・小説家、第6回出場
- 武田穂佳（盛岡第四高等学校） - 第59回短歌研究新人賞受賞者、第10回出場
- 郡司和斗（茨城県立結城第二高等学校） - 第62回短歌研究新人賞受賞者、第11回出場

## メディア

### テレビ
- テレビ岩手『金曜MOVE ぼくたちの夏もうひとつの甲子園』2019年8月30日 19:00-19:56

## 全国高校生短歌大会を題材とした作品
『うたうとは小さないのちひろいあげ』

『空はいまぼくらふたりを中心に』
『青春は燃えるゴミではありません』

（村上しいこ著、講談社 2015年 - 2017年） - 短歌甲子園をテーマとした児童小説三部作。『うたうとは小さないのちひろいあげ』は第53回野間児童文芸賞受賞作。